# Santa Victoria (Barranca)
Santa Victoria, también llamado Purmacana Alta, es un caserío peruano ubicado en el distrito de Barranca, perteneciente a la provincia homónima del departamento de Lima, en la costa central del Perú. 

## Ubicación
Santa Victoria se ubica al este de la provincia de Barranca, en el distrito de Barranca, en el departamento de Lima.

## Demografía
En 2017 Santa Victoria tenía una población de 129 habitantes.
| Gráfica de evolución demográfica de Santa Victoria entre 1993 y 2017 |
|                                                                      |
| Fuentes: Población 1993 y 2017                                       |